# Zdeněk Tůma
Zdeněk Tůma, češki ekonomist, * 19. oktober 1960.
Med 13. februarjem 1999 in 30. novembrom 2000 je bil viceguverner Češke narodne banke in med 1. decembrom 2000 ter 30. junijem 2010 pa guverner iste banke.